# Stegana baechlii
Stegana baechlii is een vliegensoort uit de familie van de fruitvliegen (Drosophilidae). De wetenschappelijke naam van de soort is voor het eerst geldig gepubliceerd in 1982 door Lastovka & Maca.